# Mopatop's Shop
Mopatop's Shop is een televisieserie geproduceerd door The Jim Henson Company dat zich afspeelt in een winkel waarin Mopatop samen met Puppyduck een winkel runnen waarin je alles wat je ooit zou kunnen denken of dromen kan kopen. Het doel van Mopatop's Shop is om jonge kinderen te leren taal en communicatie vaardigheden te omarmen in een vorm waar ze de grenzen van hun fantasie kunnen uitbreiden. Het bevordert goedheid en welzijn.

## Verhaal
De aflevering begint altijd met Mopatop die de grote klok opwindt. Dan begroet hij de kijkers met: Oh hallo! Welkom in Mopatop's Shop. Ik ben Mopatop en dit is mijn winkel. Ik heb alles waar je altijd van hebt gedroomd in deze winkel. Oh, en als je iets wilt en je ziet het hier niet? Vraag het dan en ik zoek het voor je.
Dan laat Mopatop aan de kijker zien, wat de kijker misschien wil hebben. Dan begint het verhaal waar de aflevering over gaat.
Als de klant tevreden is wat hij wilde hebben of de klant heeft de winkel verlaten, dan slaat de grote klok. Dat betekent dat de winkel alweer dicht gaat en dat de aflevering  afgelopen is.
Dan sluiten Mopatop & Puppyduck altijd met de woorden als de aflevering wordt afgesloten: Heel fijn dat jullie er weer waren. Hopelijk tot snel weer. Hopelijk heel snel. Tot ziens, daag!

## Hoofdpersonages
| Personage                  | Acteur/actrice     | Nederlandse stem  | Afleveringen | Seizoen | Periode   |
| -------------------------- | ------------------ | ----------------- | ------------ | ------- | --------- |
| Mopatop                    | Mak Wilson         | Sander de Heer    | 1-130        | 1-2     | 1999-2002 |
| Mopatop                    | William Todd-Jones | Sander de Heer    | 131-260      | 3-4     | 2002-2005 |
| Puppyduck                  | Victoria Bereid    | Lottie Hellingman | 1-260        | 1-4     | 1999-2005 |
| Moosey de Muis             | Nigel Plaskitt     | Onbekend          | 1-260        | 1-4     | 1999-2005 |
| Vader van, Moosey de Muis  | Brian Herring      | Just Meijer       | 1-260        | 1-4     | 1999-2005 |
| Moeder van, Moosey de Muis | Victoria Willing   | Ellen Evers       | 1-260        | 1-4     | 1999-2005 |

## Seizoenen
| Seizoen | Afleveringen | Eerste uitzending                  |
| ------- | ------------ | ---------------------------------- |
| 1       | 65           | 1 mei 1999 - 19 augustus 2000      |
| 2       | 65           | 2 september 2000 - 9 februari 2002 |
| 3       | 65           | 16 februari 2000 - 26 juli 2003    |
| 4       | 65           | 9 augustus 2003 - 23 april 2005    |